# Sidu-broen
30°37′16″N 110°23′42″Ø / 30.62122°N 110.39508°Ø
Sidu-broen (kinesisk: 四渡河特大桥) er en 1.222 m lang hængebro over floden Sidu nær Yesanguan i regionen Badong i provinsen Hubei i Folkerepublikken Kina. Den blev åbnet i november 2009, og var da verdens højeste bro, på grund af dybden (472 m under broen) af den ravine den spænder over.
Broen er del af Motorvej G50 Shanghai–Chongqing som løber fra Shanghai i øst til Kinas grænse mod Nepal i vest. 